# Goeldia mexicana
Goeldia mexicana är en spindelart som först beskrevs av O. Pickard-Cambridge 1896.  Goeldia mexicana ingår i släktet Goeldia och familjen stenspindlar. Inga underarter finns listade i Catalogue of Life.